# Vallsjön (Nässjö)
Der Vallsjön ist ein See in den schwedischen Gemeinden Nässjö und Sävsjö.
Der südliche Teil des Sees gehört zur Gemeinde Sävsjö, der nördliche zu Nässjö. Westlich des Sees liegt Sävsjö. Südlich führt die Landstraße von Sävsjö nach Vetlanda entlang. Am Südufer befinden sich der öffentliche Badeplatz Vallsjöbaden, die Sankt-Siegfried-Quelle, das Dorf Vallsjö und die aus dem 12. Jahrhundert stammende Alte Kirche von Vallsjö. Am Westufer liegt das Dorf Sikanäs.
Die Oberfläche des Sees beträgt 6,89 km², die maximale Tiefe 17 Meter, die durchschnittliche Tiefe 5 Meter. In der Nord-Süd-Richtung erstreckt sich der See über etwa fünf Kilometer, die West-Ost-Ausdehnung beträgt ungefähr zwei Kilometer. Das Wasser des Sees ist nährstoffarm, klar und reich an Sauerstoff. Der Vallsjön ist ein Natura-2000-Objekt.

## Flora und Fauna
An Wasserpflanzen kommen im See unter anderem Wasser-Lobelie, See-Brachsenkraut, Strandling, Wechselblütiges Tausendblatt und Wasserpest vor. Bemerkenswert ist das Vorkommen der seltenen Algenarten Teichpflaume und Nostoc zetterstedtii. An Fischen kommen vor allem Hecht, Barsch, Quappe, Plötze, Felchen und Schleie vor. Darüber hinaus lebt auch der Signalkrebs im Vallsjön.